# Coris variegata
Coris variegata là một loài cá biển thuộc chi Coris trong họ Cá bàng chài. Loài này được mô tả lần đầu tiên vào năm 1835.

## Từ nguyên
Tính từ định danh của loài trong tiếng Latinh có nghĩa là "nhiều màu", hàm ý đề cập đến các vệt đốm nhiều màu trên cơ thể của chúng.

## Phạm vi phân bố và môi trường sống
C. variegata là một loài đặc hữu của Biển Đỏ. Danh pháp này trước những năm 1990 được dùng để chỉ những quần thể ở Đông Ấn Độ Dương và Tây Thái Bình Dương, nhưng sau đó đã được tách thành một loài riêng biệt là Coris batuensis.
Loài này sống gần các rạn san hô trên nền đáy cát và đá vụn ở độ sâu đến ít nhất là 25 m.

## Mô tả
C. variegata có chiều dài cơ thể tối đa được biết đến là 20 cm. Cơ thể có màu nâu xanh lục ở lưng, chuyển thành màu xanh lam nhạt ở bụng. Thân trên có các đường sọc ngang màu vàng, rải rác các đốm màu nâu sẫm và các vạch sọc dọc nhạt màu. Sau mắt có đốm màu xanh lam, và các vệt sọc màu xanh tương tự ở trên nắp mang. Mống mắt màu đỏ thắm. Các sọc màu tím trên vây lưng và vây hậu môn.
C. variegata cùng Coris batuensis và Coris latifasciata là 3 loài chỉ có 11 tia vây ở vây lưng và vây hậu môn, trong khi các loài Coris còn lại đều có 12 tia.

## Sinh thái học
Thức ăn của C. variegata là các loài thủy sinh không xương sống nhỏ. Nhiều khả năng, C. variegata là một loài lưỡng tính tiền nữ (cá cái có thể chuyển đổi giới tính thành cá đực).
Loài này đôi khi được sử dụng làm cá thực phẩm bởi những ngư dân đánh bắt thủ công.